# Duimelijntje (animatiefilm)
Duimelijntje (Engels: Thumbelina) is een Amerikaanse tekenfilm uit 1994. Deze film werd geregisseerd door Don Bluth en Gary Goldman naar het verhaal van Hans Christian Andersen. In de Verenigde Staten werd de film op 30 maart 1994 door Warner Bros. Entertainment uitgebracht. 

## Verhaal
Een oude weduwe krijgt een zaadje van een goede heks. Eenmaal geplant groeit dit zaadje uit tot een bloem, en een klein meisje verschijnt vanuit de bloesem, niet groter dan de duim van de oude vrouw. Zij noemt het kleine meisje Duimelijntje en voedt haar op, alsof het haar eigen kind is.
Alhoewel ze van haar moeder houdt, wil Duimelijntje graag gezelschap van iemand van haar eigen formaat. Op een nacht ontmoet de feeën-prins Cornelius Duimelijntje, nadat hij haar mooie zangstem heeft gehoord. De twee maken een ritje op de hommel van de prins, en worden verliefd op elkaar; tijdens dit ritje raken Mevrouw Pad en haar zoon in de ban van het zingen van Duimelijntje. Cornelius belooft haar de volgende dag terug te komen, maar die nacht ontvoert Mevrouw Pad haar en neemt haar mee naar haar drijvende theater, waar ze van Duimelijntje verlangt dat ze deel gaat uitmaken van hun gezelschap en trouwt met haar zoon, die verliefd is op haar. Ze laten Duimelijntje alleen achter op een lelieblad om een priester op te halen; ze wordt echter gered door een vriendelijk zwaluw, Jacquimo. Zijn vrienden, de Jitterbugs, beloven Duimelijntje veilig thuis te brengen, terwijl Jacquimo eropuit gaat om Cornelius te vinden. Intussen ontdekt Cornelius dat Duimelijntje ontvoerd is en gaat haar zoeken.
Terwijl ze probeert thuis te komen, wordt Duimelijntje overvallen door Kareltje Kever, die de jitterbugs wegjaagt. Hij raakt ook onder de indruk van haar zangstem en belooft haar naar huis te brengen, op voorwaarde dat ze eerst gaat zingen tijdens het Kever-bal. Ze stemt met tegenzin in, maar haar vermomming valt van haar af tijdens het concert en wordt als lelijk verklaard. Kever gooit haar eruit zonder haar te helpen. Jacquimo verschijnt en belooft dat hij Cornelius zal vinden en naar Duimelijntje te brengen, maar het wordt winter en Jacquimo verwondt zijn vleugel en wordt bewusteloos door de kou, terwijl Cornelius in het meer valt en in het ijs komt vast te zitten. Duimelijntje wordt later gevonden door Mevrouw Veldmuis en meegenomen naar haar ondergrondse huisje voor onderdak. Ze vertelt haar wat er met Cornelius is gebeurd, waar ze enorm van schrikt. Later ontmoet ze de buurman van Mevrouw Veldmuis, Meneer Mol, die haar naar Jacquimo's lichaam brengt, maar Duimelijntje merkt dat hij nog leeft. Meneer Mol vertelt Duimelijntje over zijn verlangen om met haar te trouwen, en ze accepteert met tegenzin, door de overtuiging van Mevrouw Veldmuis. Jacquimo, die weigert te geloven dat Cornelius dood is, wordt echter beter en gaat op weg om de feeën-prins op te sporen.
De zoon van Mevrouw Pad gaat eropuit om Duimelijntje te zoeken en vindt Kever, die hij dwingt om hem te helpen door zijn vleugels te verwijderen om zijn medewerking te verzekeren. Kever vindt Cornelius en brengt hem bij de pad. Ook vertelt hij hem van het huwelijk tussen Duimelijntje en Meneer Mol. Ze gaan naar het huis van de Mol om Duimelijntje terug te halen, terwijl de jitterbugs Cornelius vinden en zijn lichaam ontdooien. Tijdens het huwelijk kan Duimelijntje het zichzelf niet veroorloven om met Meneer Mol te trouwen. Kever en de padden-zoon verschijnen en een jacht ontstaat. Cornelius verschijnt en confronteert de pad; tijdens het gevecht vallen ze allebei in een afgrond. Duimelijntje ontsnapt en is herenigd met Jacquimo, die haar naar het koninkrijk van Cornelius brengt, het Dal van de Feeën, en laat haar zingen om Cornelius naar buiten te lokken. Hij verschijnt direct en vraagt Duimelijntje met hem te trouwen, wat ze maar al te graag wil.
In het bijzijn van Jacquimo, de oude weduwe en het feeën-hof, trouwen Duimelijntje en Cornelius, waarna ze op zijn hommel vertrekken.
Tijdens de credits wordt duidelijk dat Kever verder is gegaan met zijn zangcarrière en dat hij nieuwe vleugels heeft gekregen; Mevrouw Veldmuis is getrouwd met Meneer Mol; de padden-zoon heeft de val overleefd met lichte verwondingen en is verliefd geworden op een meisjes-pad; en Mevrouw Konijn en Meneer Vos hebben hun verschillen opzij gezet en zijn vrienden geworden.

## Personages en stemmen
| Acteur           | Personage             | Originele stem    |
| ---------------- | --------------------- | ----------------- |
| Duimelijntje     | Laura Vlasblom        | Jodi Benson       |
| Cornelius        | Rolf Koster           | Gary Imhoff       |
| Jacquimo         | Jon van Eerd          | Gino Conforti     |
| Mevrouw Pad      | Heddy Lester          | Charo             |
| Kareltje Kever   | Serge Henri Valcke    | Gilbert Gottfried |
| Mevrouw Veldmuis | Marjolijn Touw        | Carol Channing    |
| Meneer Mol       | Jérôme Reehuis        | John Hurt         |
| Moeder           | Lucie de Lange        | Barbara Cook      |
| Jorge            | Jan Anne Drenth       |                   |
| Koningin Tabitha | Willy van der Griendt | June Foray        |
| Koning Rupert    | Arnold Gelderman      | Kenneth Mars      |